# 可燃性ガス

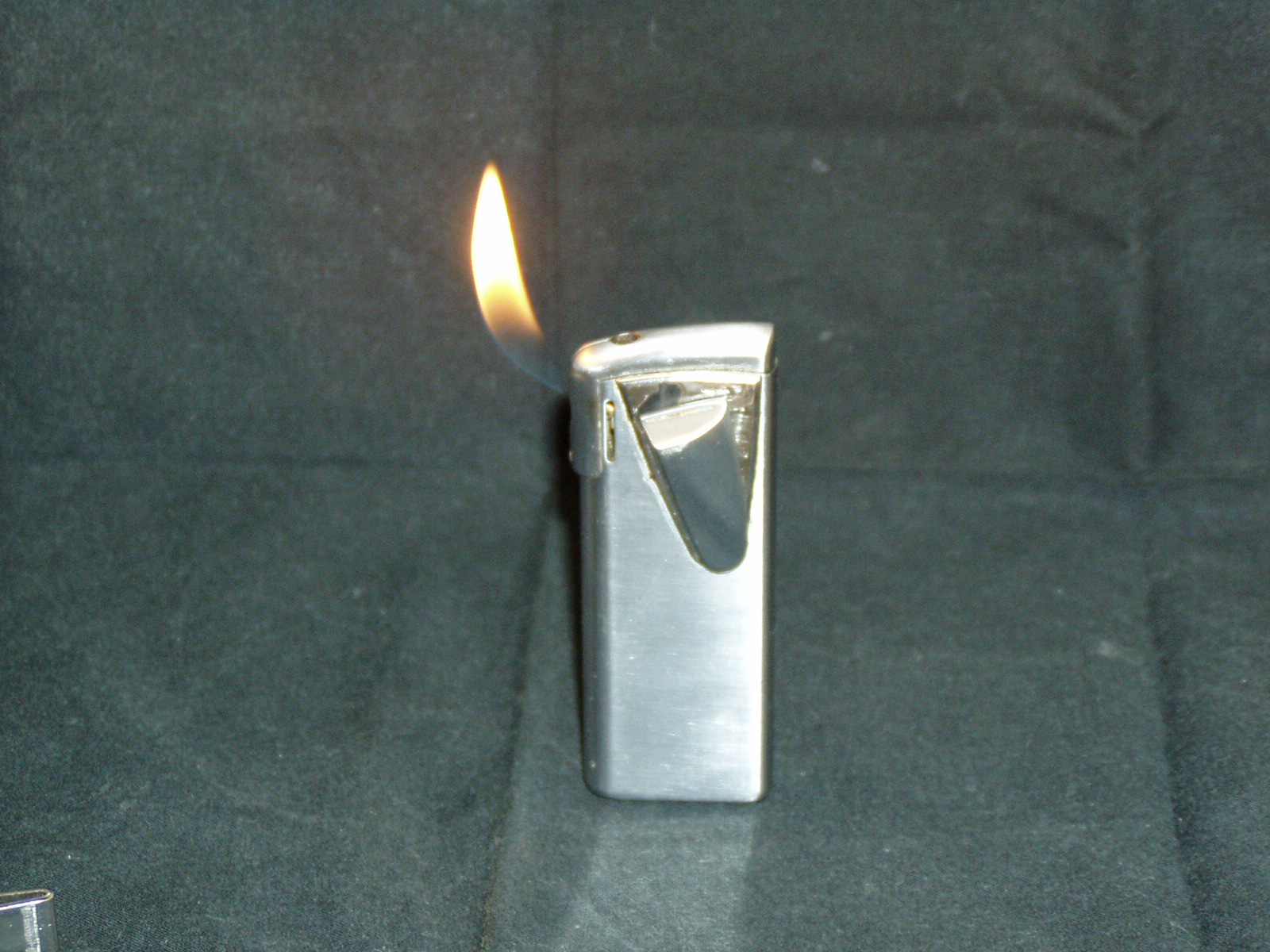
燃焼している可燃性ガス(ブタン)

可燃性ガス（かねんせいガス、英:inflammable gas）とは、継続的に燃焼する性質のある気体のこと。可燃物の一種である。ほかの可燃物同様、通常環境において着火した場合に燃焼する。可燃性ガスの特徴として、広い空間に高い密度で存在する場合ガス爆発を伴う激しい燃焼を引き起こす原因となる。
空気中において以下の性質のうちいずれか、または複数の性質を持つ。 
- 可燃性

着火したり引火すると燃焼する。
- 自己分解性

衝撃や光が加わると爆発する。
- 発火性

空気に触れると自然発火する。
可燃性ガスは一部の例外はあるものの、単体では燃焼や爆発の危険はきわめて少ない。燃焼や爆発が引き起こされるには、酸素などといった助燃性ガスと一定割合で混合され、温度などの条件が満たされた時に燃焼爆発を起こす。
可燃性と毒性を併せ持つガスもある、また燃焼後に毒ガスを発生させたり、化学変化するものもある。

## 国際的な基準

GHSの高い可燃性を示す標章

GHSの高圧ガスを示す標章。大抵のガスは圧力をかけて保管しているため併記される。

GHSに基づく可燃性ガス(および引火性ガス)の定義は、下記のように定められている。
- 標準気圧(101.3kPa)で20℃において、空気との混合気が爆発範囲(燃焼範囲)を有するガスをいう。

さらに、この定義に該当するガスを危険性の高さによって二つの区分に分けて、注意喚起を行う。
- 区分1(危険区分：極めて可燃性／引火性の高いガス)

標準気圧101.3kPaで20℃において、濃度が13%（容積分率）以下の空気との混合気が可燃性／引火性であるもの、または爆発（燃焼）下限界に関係なく空気との混合気の爆発範囲（燃焼範囲）が12%以上のものを、区分1として扱う。容器には「危険」を表す語と、炎のシンボルにより注意喚起する。
- 区分2(警告区分：可燃性／引火性の高いガス)

区分1以外のガスで、標準気圧101.3kPaで20℃においてガスであり、空気との混合気が爆発範囲（燃焼範囲）を有するものを、区分2として扱う。容器には「警告」を表す語により注意喚起する。

### 航空危険物
GHSで定義されている可燃性ガスは、国際航空運送協会が定める「危険物に関する規則」の対象物品(航空危険物)に指定されている。したがって、航空機への持込みが禁止され、国際郵便においても、郵便物のいずれの種類(通常郵便物、小包郵便物、EMS郵便物)及び輸送モード(航空便、SAL便、船便)であっても送付することができない。

## 日本における基準
管理保存のために液化してある場合も「液化可燃性ガス」または単に「可燃性ガス」と呼ぶ。ガス燃料もここに含まれるが、本来燃料としては使用されない気体でも、化学的に可燃性を有していれば可燃性ガスと呼ぶ。

### 利用例
ガス燃料
身近な可燃性ガスは、都市ガスやプロパンガスなどのガス燃料があげられ、調理時の熱源や、暖房として利用されている。生活するうえでのインフラのひとつであり、ライフラインのひとつでもある。使用者に対して供給される可燃性ガスには法令により付臭が義務付けられている。このため、「ガス」には特有の臭いがすると思われることもあるが、無色無臭の可燃性ガスもあるため注意が必要である。
スプレー
スプレーは缶内に高圧で封入したガスを利用して液体を噴射する。氷殺ジェットなどのように、封入ガスにLPGなどの可燃性ガスが用いられる場合がある。可燃性ガスを用いたスプレーは、火気に触れると引火や爆発などの思わぬ事故の恐れがあるため、火気のある場所や、密室で使用するのは危険である。また、使用済みのスプレー缶は廃棄の際に、ガス抜きを行う必要があるが、可燃性ガスが内部に残った状態で無理に缶に穴を開ける作業を行うと、そのときに生じた熱や火花によって引火することもあるため、穴を開けずノズルから十分に（噴射音が聞こえなくなるまで）ガスを出し切った後廃棄するように各自治体で注意喚起している。

### 保存と管理
可燃性ガスのガス漏れは、火災の原因ともなりうる。ガス漏れによる爆発や火災事故を防止するためガス漏れを検地するための装置が備え付けられる。また、高圧ガスの取り扱いには特定高圧ガス取扱主任者資格、特定の化学物質を取り扱う際には特定化学物質作業主任者資格などの保有者が必要な場合もある。
保存のために用いられる容器はボンベとよばれ、下記のような仕様になっている。詳細についてはボンベを参照。
- 水素容器色：赤色
- アセチレン容器色：褐色（赤茶色）
- アンモニア（可燃性毒性）容器色：白色
- グレー（ネズミ色）地の容器に赤帯或いは赤ライン：その他の可燃性ガス

これらのいずれかに加え塗料で赤色または赤地に白文字で「燃」の文字とボンベの所有者名を書き示し、内容するガス名と化学式或いは SG,LP の文字が刻印されている。

### 法令上の定義
法令によって下記の物質が可燃性ガスとして定義されている。また、空気や水と接触して、発火したり可燃性ガスを出す物質は第3類危険物として消防法で定義されている。
- アクリロニトリル
- アクロレイン
- アセチレン
- アセトアルデヒド
- アルシン
- アンモニア
- 一酸化炭素
- エタン
- エチルアミン
- エチルベンゼン
- エチレン
- 塩化エチル
- 塩化ビニル
- クロルメチル
- 酸化エチレン
- 酸化プロピレン
- シアン化水素
- シクロプロパン
- ジシラン
- ジボラン
- ジメチルアミン
- 水素
- セレン化水素
- トリメチルアミン
- 二硫化炭素
- ブタジエン
- ブタン
- ブチレン
- プロパン
- プロピレン
- ブロムメチル
- ベンゼン
- ホスフィン
- メタン
- モノゲルマン
- モノシラン
- モノメチルアミン
- メチルエーテル
- 硫化水素
- 空気中の爆発下限界が 10% 以下のガス
- 爆発限界の上限界と下限界の差が 20% 以上のガス